# Здание Кремлёвской поликлиники на Воздвиженке
Кремлёвская поликли́ника на Воздви́женке — московское здание поликлиники, построенное в стиле конструктивизм в 1929 году.
Заведение возводилось на основе дворовых построек усадьбы Разумовских — Шереметевых, расположенных на углу Воздвиженки и Романова переулка. Поликлиника предназначалась для лечения высшего партийного руководства, однако начиная с 1960-х годов в круг пациентов стали входить видные деятели науки и искусства. В настоящее время в здании размещается Медицинский центр Управления делами Президента Российской Федерации. В январе 2019 года стало известно, что здание поликлиники будет закрыто на масштабную реконструкцию, в ходе которой планируется воссоздать интерьеры 1930—1950-х годов.

## История
Первые сведения о земельном участке между Воздвиженкой и Романовым переулком относятся к началу XVIII века, когда владения перешли к гетману Украины Кириллу Разумовскому. Впоследствии Разумовские продали территорию семье Шереметевых, при них главный корпус был перестроен в классическом стиле. В 1877 году граф Александр Шереметев инициировал возведение на территории усадьбы доходных домов и одноэтажных лавок. Строительство длилось несколько лет, работой руководили архитекторы В. Т. Серебряков и Александр Мейснер. В XIX веке в главном здании усадьбы проходили заседания Московской городской думы и Охотничьего клуба, в котором собиралось высшее общество Москвы.
После революции 1917 года Шереметев эмигрировал во Францию, а его усадьба была национализирована. Через несколько лет владения передали новообразованной Кремлёвской больнице, занимающейся обслуживанием партийной верхушки. История больницы берёт начало с 1918 года, когда советское правительство переехало в Потешный дворец Московского кремля и в нём открыли амбулаторию для обслуживания представителей власти. Поликлиника не могла обслужить всех чиновников, поэтому медицинская помощь чиновникам вне Кремля оказывалась в медпунктах, которые открывали в «домах ВЦИК» — гостиницах, где до конца 1920-х годов проживали преимущественно «ответственные работники».
В 1925 году в бывших усадебных постройках открыли поликлинику, позднее получившую название «Центральная Кремлёвская поликлиника». В 1929-м на усадебном участке началось строительство специального больничного здания. Ведущим архитектором проекта назначили Николая Гофмана-Пылаева, который решил использовать существующие доходные дома в качестве основания нового здания. Во время работ снесли часть усадебной ограды и хозяйственных построек. Четырёхэтажное здание поликлиники выполнено в конструктивистском стиле. Цилиндрический фасад с закруглёнными углами оформлен ризалитами, балконами и ленточным остеклением. Первый этаж полностью повторяет симметричный рисунок бывших доходных домов и ограды усадьбы Шереметевых. На фасаде поликлиники установлена эмблема, изготовленная по эскизу художника Бориса Кустодиева на фарфоровом заводе в Душево.
28 января 2019 года Департамент культурного наследия города Москвы выдал разрешение на реставрацию Кремлёвской больницы. Согласно плану работ, в здании будут восстановлены интерьеры поликлиники 1930—1950-х годов, а также некоторые утраченные элементы фасада. В настоящее время медицинское учреждение называется ФГУП «Больница с поликлиникой» Управления делами президента РФ.